# Juan de la Cueva
Juan de la Cueva de Garoza (Sevilla, 23 de octubre de 1543-Granada, octubre de 1612) fue un poeta y dramaturgo español perteneciente al Siglo de Oro.

## Biografía
Juan de la Cueva fue uno de los nueve hijos del matrimonio formado por el doctor Martín López de la Cueva, letrado de la Inquisición de Sevilla, y Juana de las Cuevas, familia de la que habló extensamente el propio poeta en las octavas de su Historia y Sucesión de la Cueva (1604). Pudo haber sido discípulo del humanista Juan de Mal Lara (1526-1571), que instaló su academia hispalense en 1561, ya que le dedicó el soneto «Detened la soberbia, padre Eolo»; pero en todo caso lo fue, tras la muerte del humanista en 1571, de su concuñado Diego Girón, que asumió la dirección de su estudio de gramática y al que dedicó el soneto «Bien puedes, padre Betis generoso». Durante un tiempo (1560 a 1574) se dedicó a componer un cancionero petrarquista a una dama ("Felicia" o "Felice" en sus versos) que algunos han identificado como Felipa de la Paz; pero enseguida su vida empezó a correr paralela a la de sus hermanos, muy probablemente a causa de sus estrecheces económicas.
En un principio lo fue a la de su hermano Claudio (1551-1611), que había obtenido un beneficio de medio racionero en la catedral de México, adonde lo acompañó entre 1574 y 1577. De esta época es una primera colección de sus poesías, incluida con las de otros ingenios en el manuscrito Flores de baria [sic] poesía (México, 1577): veinticinco sonetos, varias églogas, una elegía, una sextina, tres madrigales y dos odas.
A su vuelta a España en 1577 empezó su carrera dramática, representando catorce piezas en Sevilla entre 1579 y 1581. Se inspiró en el Romancero y en la mitología grecolatina y adoptó temas legendarios e históricos para explotar en los teatros comerciales el patriotismo castellano; osó además romper las unidades aristotélicas de acción, tiempo y lugar, en lo cual anticipó en parte la fórmula dramática de Lope de Vega, si bien él todavía las dividió en cuatro jornadas. En 1582 y en Sevilla publicó además una segunda colección de sus poesías, Obras de Juan de la Cueva, y en 1583 publicó su teatro en Primera parte de las comedias y tragedias de Juan de la Cueva (la segunda no llegó a imprimirse). En 1584 ya estaba agotada (pues De la Cueva pidió licencia entonces para reimprimirla), pero la segunda edición se demoró hasta 1588. En 1585 ya tenía compuesta una primera versión de su Viaje de Sannio, un poema de crítica literaria donde menciona a muchos escritores contemporáneos, y en 1587 y 1588 se publicaron las dos ediciones de su Coro febeo de romances historiales, una colección de cien romances de tema histórico que en cierto sentido justifica sus dramas de tema nacional castellano. En 1590 acompañó durante un tiempo a su hermana, residente en Aracena, y a fines de 1591 se fue con su hermano Claudio a Canarias, donde fue nombrado visitador e inquisidor del Santo Oficio; ambos vivieron algún tiempo en la isla de Gran Canaria, pero en 1595 ya había vuelto Juan a Sevilla con la intención de imprimir la Segunda parte de sus comedias y tragedias, si bien no se salió con ello; antes bien publicó su Conquista de la Bética, poema heroico en que se canta la restauración y libertad de Sevilla por el Santo Rey Don Fernando (Sevilla, 1603), un poema narrativo de épica culta sobre la reconquista de Fernando III el Santo en 2573 octavas reales y 24 cantos, inspirado en la Gerusalemme liberata / Jerusalén liberada de Torcuato Tasso. 
El Ejemplar Poético fue escrito hacia 1606 y se divide en tres epístolas; es un arte poética y dramática manierista en tercetos encadenados, cuya doctrina teatral es sin embargo muy posterior a su práctica, por lo cual en mucho no se le ajusta. En ese año sin embargo su hermano Claudio fue nombrado inquisidor en Cuenca y tuvo que reunirse con él posiblemente en 1607; allí terminó sus Cuatro libros de los inventores de las cosas, que quedó inédito hasta en el 1778 lo publicó Juan José López de Sedano en su Parnaso español. Pero su hermano falleció en 1611 y Juan se fue a vivir a Granada con su hermana Juana, ya que al parecer siempre tuvo que estar a expensas de sus hermanos a causa de sus menguadas rentas: ni siquiera dejó lo suficiente para pagar su funeral, sus misas ni el traslado del cuerpo a Sevilla. Allí falleció el 4 de octubre de 1612.
Entre su obra en verso, mucha de ella dispersa por diversos códices manuscritos de 1603, 1604 y 1605, cabe también destacar La Muracinda, poema de épica burlesca sobre una venganza entre perros y gatos en endecasílabos blancos. Poema mitológico en octavas reales es Llanto de Venus en la muerte de Adonis y narración mitológica burlesca también en octavas reales Los amores de Marte y Venus. 
En cuanto a sus 14 piezas dramáticas en cuatro jornadas, son diez comedias y cuatro tragedias que fueron estrenadas casi siempre en la Huerta de doña Elvira, y en alguna ocasión en las Atarazanas o el Corral de don Juan:
- Comedia de la muerte del rey don Sancho y reto de Zamora por Don Diego Ordóñez
- Comedia del saco de Roma y muerte de Borbón y coronación de Carlos V
- Tragedia de los siete Infantes de Lara
- Comedia de la libertad de España por Bernardo del Carpio
- Comedia del degollado
- Tragedia a la muerte de Áyax Telamón sobre las armas de Aquiles
- Comedia del tutor
- Comedia de la constancia de Arcelina
- Tragedia de la muerte de Virginia y Apio Claudio
- Comedia del príncipe tirano
- Tragedia del príncipe tirano
- Comedia del viejo enamorado
- Comedia de la libertad de Roma por Mucio Cévola
- Comedia del infamador.

El infamador ha recibido mayor atención crítica porque su protagonista prefigura el mito o arquetipo del Don Juan clásico, fuera de que además introduce personajes alegóricos. En El Saco de Roma, La muerte del Rey Don Sancho, La libertad de España por Bernardo de Carpio y Siete Infantes de Lara, todas de tema nacional, no se aprecia una clara distinción entre los géneros trágico y cómico. Quedaron inéditos desde 1608 Los 4 libros de los inventores de las cosas, que publicó Juan José López de Sedano en 1778. Se ha perdido, asimismo, una colección de novelas a la que aludió el autor.

## Obras
- Obras de Juan de la Cueva (Sevilla, 1582)
- Primera parte de las tragedias y comedias de Juan de la Cueva, 1583.
- Viaje de Sannio (1585)
- Coro Febeo de Romances historiales (Sevilla: Joan de León, 1587)
- La conquista de la Bética (Sevilla: Francisco Pérez, 1603)
- Ejemplar Poético (h. 1606)
- Fábulas mitológicas y épica burlesca, Madrid: Editora Nacional, 1984.
- Los cuatro libros de Juan de la Cueva de los inventores de las cosas, inédito desde 1608 publicado por Juan José López de Sedano en su Parnaso Español, en 1778. Es una traducción en verso suelto, refundida y amplificada, de la obra homónima escrita en latín por Polidoro Virgilio, De rerum inventoribus libri octo (1546).
- Traducción de Jean Tixier, Oficina de Joan Ravisio Textor. Traduzida de lengua latina en española por Juan de la Cueva y añadida de otras muchas cosas, 1582, —manuscrito cuya pista se pierde en 1844, cuando era propiedad de Fermín de Clemente, exdiputado por Venezuela—.[5]
- Siete infantes (1579)